# Hernádpetri
Hernádpetri là một thị trấn thuộc hạt Borsod-Abaúj-Zemplén, Hungary. Thị trấn này có diện tích 17,11 km², dân số năm 2010 là 255 người, mật độ 15 người/km².